# Andrea Olivero
Andrea Olivero, né le 24 février 1970 à Coni, est un enseignant et un homme politique italien.

## Biographie
Après un diplôme de lettres classiques de l'université de Turin, Andrea Olivero devient professeur dans la province de Coni. En 2006, il devient président des Associations chrétiennes des travailleurs italiens (ACLI), un important mouvement catholique, fonction dont il démissionne le 19 décembre 2012 pour entrer en politique et soutenir l'Agenda Monti pour l'Italie. 
Le 25 février 2013, il est élu sénateur sur la liste Avec Monti pour l'Italie. À la même époque, il devient coordinateur politique du nouveau parti Choix civique pour l'Italie qu'il quitte en novembre 2013 pour rejoindre le groupe parlementaire Pour l'Italie et le nouveau parti Populaires pour l'Italie début 2014, puis Démocratie solidaire en 2015.`
Le 28 février 2014, il est nommé ministre délégué auprès du ministère des Politiques agricoles, alimentaires et forestières du gouvernement Renzi et conserve cette fonction dans le gouvernement Gentiloni en 2016.
Le 29 décembre 2017, il est l'un des fondateurs de la Liste Civique populaire avec la ministre de la Santé Beatrice Lorenzin, Pier Ferdinando Casini, Giuseppe De Mita et Lorenzo Dellai en vue des élections générales de 2018. Le résultat de celle-ci, de l'ordre de 0,50 % des voix dans chaque chambre, ne lui permet pas d'avoir des élus et Olivero doit quitter le Sénat.